# Follia (serie televisiva)
Follia (Insânia) è una serie televisiva brasiliana della The Walt Disney Company, che è prodotta dalla Intro Pictures e Star Original Productions. La serie è stata presentata in anteprima su Star+ in Brasile il 3 dicembre 2021. In Italia è stata resa disponibile su Disney+, come Star Original, il 26 gennaio 2022.

## Trama
L'investigatrice forense Paula Costa subisce un esaurimento nervoso dopo una tragedia personale e viene ricoverata in una misteriosa clinica psichiatrica. Viene spinta ai limiti della sua sanità mentale mentre indaga sulla vera ragione e sulla cospirazione dietro il suo ricovero nella clinica.

## Episodi
| Stagione       | Episodi | Pubblicazione Brasile | Pubblicazione Italia |
| -------------- | ------- | --------------------- | -------------------- |
| Prima stagione | 8       | 2021                  | 2022                 |

## Personaggi e interpreti

### Personaggi principali
- Paula Costa, interpretata da Carol Castro
- Camila Garcia, interpretata da Rafaela Mandelli
- Dr. César Schultz, interpretato da Eucir de Souza
- Rafael, interpretato da Rafael Losso
- Lucas, interpretato da Samuel de Assis
- Marques, interpretato da Ravel Cabral

### Personaggi secondari
- Lúcia, interpretata da Bella Camero
- Jerônimo, interpretato da Thomás Aquino
- Chico, interpretato da	Pedro Inouê
- Barcellos, interpretato da Lourinelson Vladimir
- Cônsul Almeida, interpretato da Fabio Marcoff
- Seixas, interpretato da Leonardo Goulart
- Neusa, interpretata da Rosana Stavis
- Ancião, interpretato da	Luthero Almeida